# 卡曼斯科
卡曼斯科，是纳米比亚境内的一座废弃城市（鬼镇），现为当地旅游热点之一。
卡曼斯科位于纳米比亚南部的纳米布沙漠之中，距吕德里茨港口仅有数公里之遥。
1908年在德属西南非洲发现钻石后，大批开矿者涌入当地，使得该城迅速发展为一座典型的德国式小城。该城是非洲第一座开设有轨电车的城市，南半球的第一座X光机也在此运营。
一战之后，随着奥兰治蒙德矿区的兴起，以及钻石价格的跌落，该城逐渐荒废。
1956年，最后一批居民撤离该城，使得卡曼斯科彻底成为一座鬼镇。
如今城鎮荒棄的景觀吸引愈來愈多的旅人、愛好探險或攝影的人造訪此地。
「卡曼斯科」在南非語中的意思是「卡曼（Kolman）的岩石露頭」。其中「Kolman」是「Coleman」在德文中的寫法，是指首位發現此地的人Johnny Coleman，他在1905年為了躲避一場沙塵暴而來到此地。

## 圖集

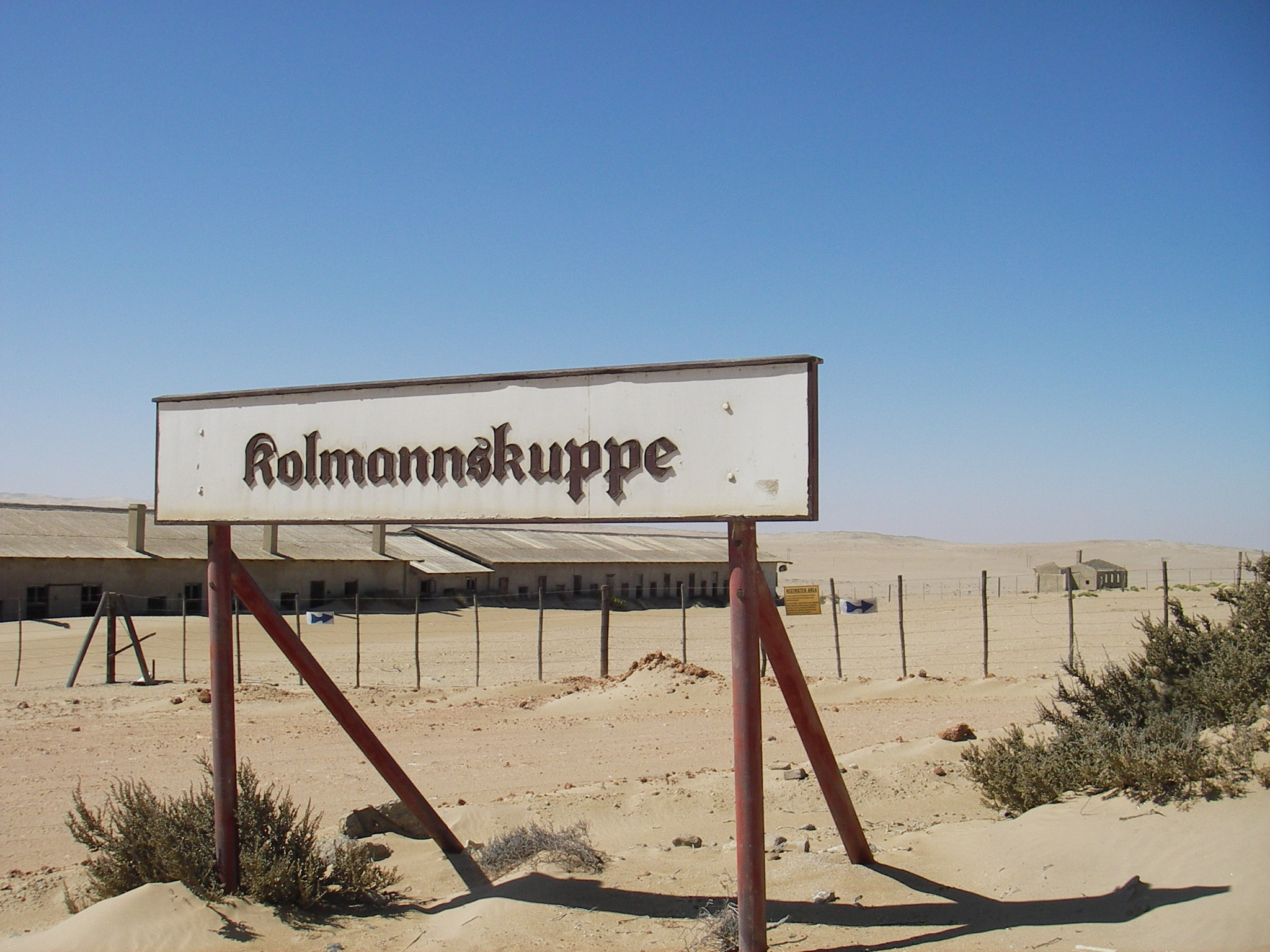
標示著卡曼斯科的路牌
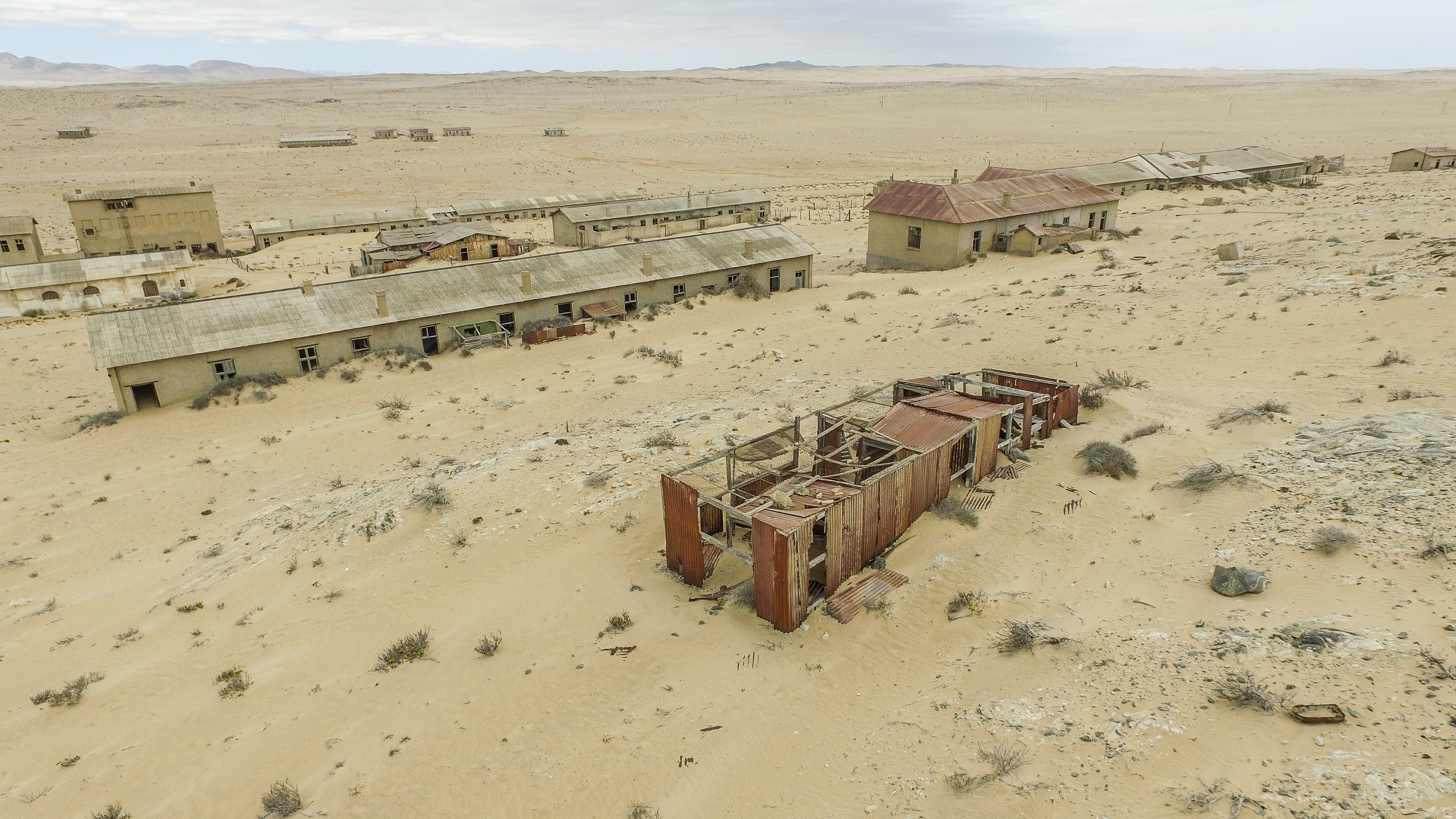
卡曼斯科的空拍影像
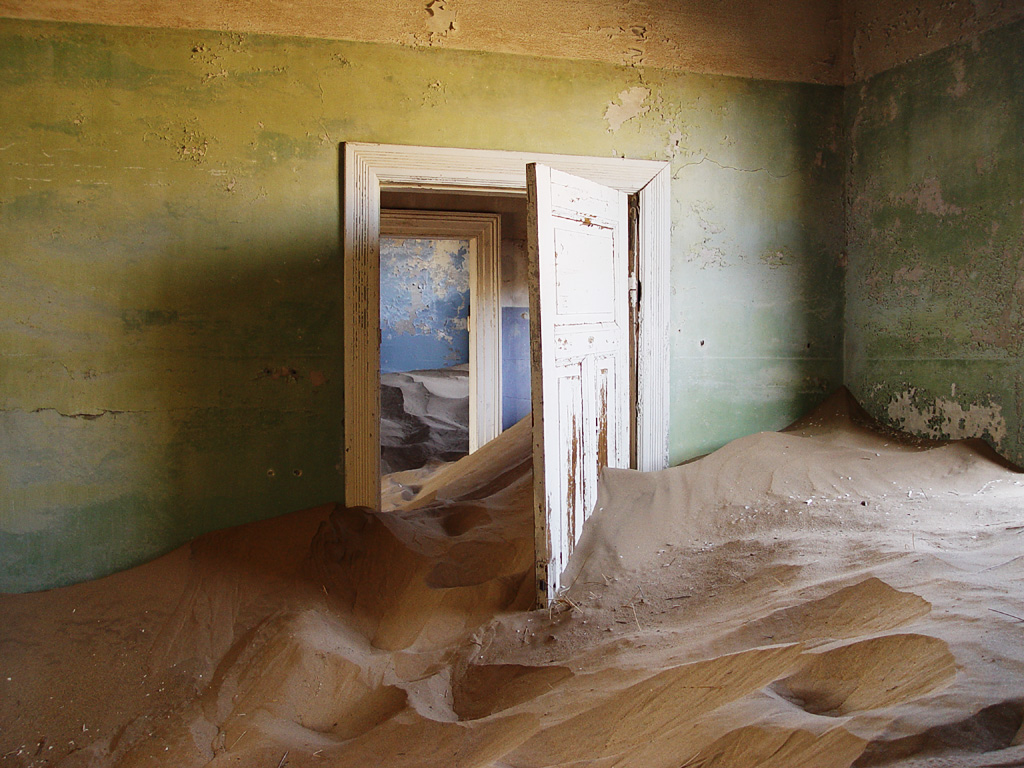
當地被沙吞噬的屋子
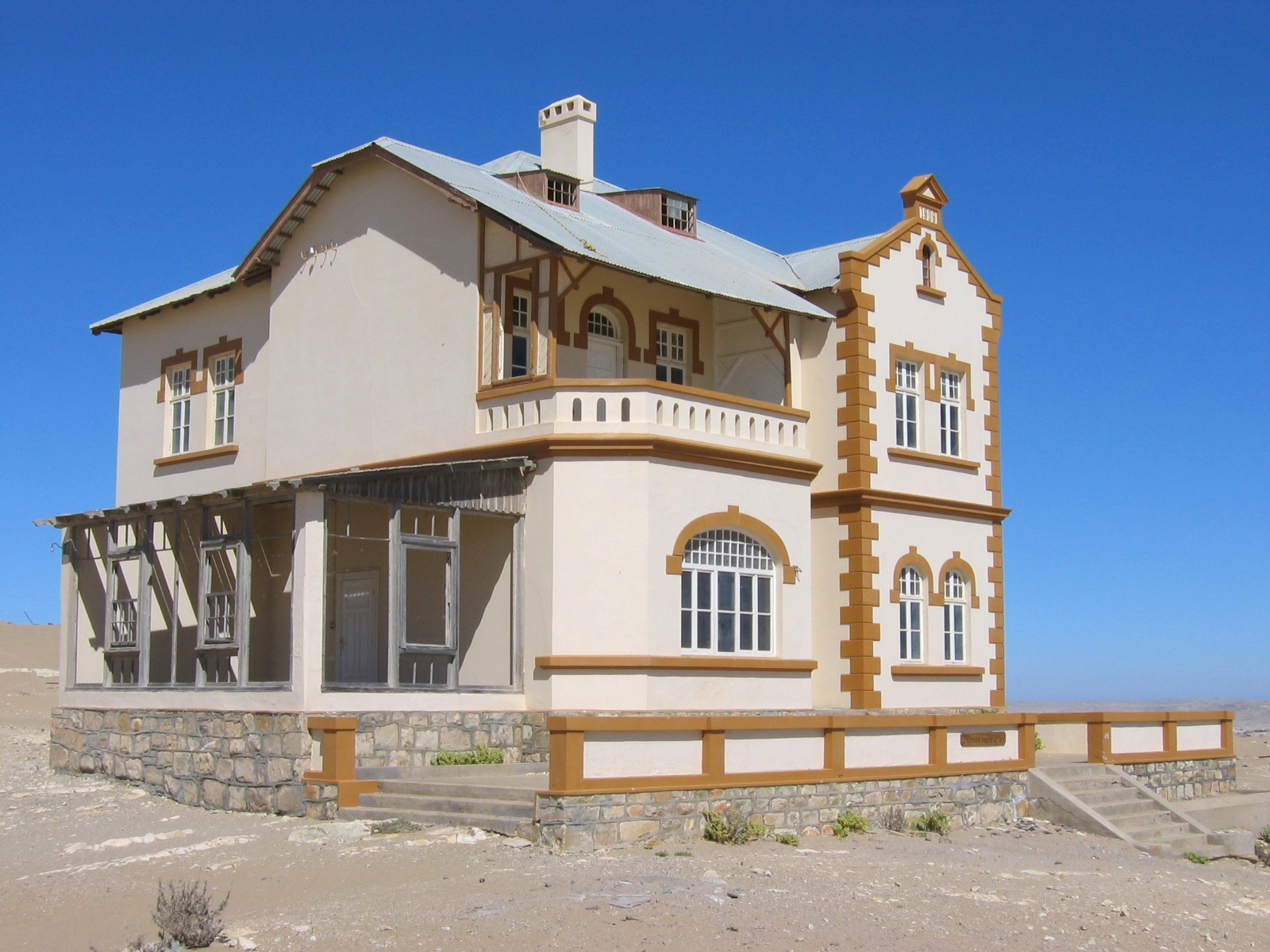
礦場經理遺留的房屋